# Arquidiocese de Madurai
A Arquidiocese de Madurai (Archidiœcesis Madhuraiensis) é uma arquidiocese da Igreja Católica situada em Madurai, na Índia. É fruto da elevação da Diocese de Madurai. Sua Sé é a Catedral de Nossa Senhora das Dores. Possui 69 paróquias.

## História
A Diocese de Madura foi criada pela bula papal Si inter infidels, em 8 de janeiro de 1938, desmembrada da Diocese de Trichinopoly. Seu nome foi alterado para Diocese de Madurai em 21 de outubro de 1950, sendo sufragânea da Arquidiocese de Bombaim.
Pela Constituição Apostólica "Mutant Res", de 1953, foi elevado à Arquidiocese Metropolitana.

## Prelados
Administração local:
| #                        | Nome                      | Período    | Notas                                   |
| Arcebispos               | Arcebispos                | Arcebispos | Arcebispos                              |
| ------------------------ | ------------------------- | ---------- | --------------------------------------- |
| 7º                       | Antonysamy Savarimuthu    | 2025-      | Atual                                   |
| 6º                       | Antony Pappusamy          | 2014-2024  |                                         |
| 5º                       | Peter Fernando            | 2003-2014  |                                         |
| 4º                       | Marianus Arokiasamy       | 1987-2003  |                                         |
| 3º                       | Casimir Gnanadickam, S.J. | 1984-1987  | Nomeado Arcebispo de Madras e Meliapore |
| 2º                       | Justin Diraviam           | 1967-1984  |                                         |
| 1º                       | John Peter Leonard, S.J.  | 1953-1967  |                                         |
| Bispo                    |                           |            |                                         |
| 1º                       | John Peter Leonard, S.J.  | 1938-1953  |                                         |
| Bispo-auxiliar           |                           |            |                                         |
|                          | Antony Pappusamy          | 1998-2003  | Nomeado Bispo de Dindigul               |
| Administrador apostólico |                           |            |                                         |
|                          | Antonysamy Savarimuthu    | 2024-2025  | Bispo de Palayamkottai                  |